# Capitoli di Utsuho
Questa è la lista dei capitoli del manga Utsuho, realizzato da Yuuki Iinuma. La serie è stata serializzata dal 2009 al 2013 sulla rivista Weekly Shōnen Sunday ed in seguito la Shogakukan ne ha raccolto i 222 capitoli in 23 volumi tankōbon, pubblicati dal 18 maggio 2009 al 18 novembre 2013. In Italia sono stati pubblicati da Star Comics i primi 5 volumi, in seguito ai quali la serie è stata sospesa a tempo indeterminato.

## Lista volumi
| Nº | Titolo italiano Giapponese 「Kanji」 - Rōmaji | Data di prima pubblicazione          | Data di prima pubblicazione |
| Nº | Titolo italiano Giapponese 「Kanji」 - Rōmaji | Giapponese                           | Italiano                    |
| 1  | Utsuho 1 「いつわりびと◆空◆ 1」 - Itsuwaribito Utsuho 1 | 18 maggio 2009 ISBN 978-4091220134   | 19 ottobre 2011             |
| 1  | Capitoli - File 001. Il momento di partire - File 002. Ciò che ha salvato - File 003. La sfida dei dubbi - File 004. Il prezzo da pagare per le bugie - File 005. Un bell'incontro - File 006. Con un dito! - File 007. La cosa in cui credere |                                      |                             |
| 2  | Utsuho 2 「いつわりびと◆空◆ 2」 - Itsuwaribito Utsuho 2 | 18 agosto 2009 ISBN 978-4091217264   | 14 dicembre 2011            |
| 2  | Capitoli - File 008. Pur avendo dei modi di pensare diversi - File 009. La passione di Yakuma - File 010. Il mistero della lettura del pensiero - File 011. Solo se si crede... - File 012. È in gamba - File 013. Anche Utsuho è un essere umano - File 014. Utsuho viene ingannato - File 015. Far finta che non sia successo - File 016. Lo stesso odore - File 017. Per la propria famiglia |                                      |                             |
| 3  | Utsuho 3 「いつわりびと◆空◆ 3」 - Itsuwaribito Utsuho 3 | 18 novembre 2009 ISBN 978-4091218919 | 15 febbraio 2012            |
| 3  | Capitoli - File 018. La vera natura del capo - File 019. Gli esseri umani dovrebbero essere... - File 020. L'angoscia di Neya - File 021. Legame reciproco - File 022. Uguale a quel vecchio - File 023. L'idea di Utsuho - File 024. Qualcosa di più importante di una prova - File 025. Il frutto della sincerità - File 026. L'obbiettivo di ognuno - File 027. La forza divina              |                                      |                             |
| 4  | Utsuho 4 「いつわりびと◆空◆ 4」 - Itsuwaribito Utsuho 4 | 18 febbraio 2010 ISBN 978-4091221674 | 16 maggio 2012              |
| 4  | Capitoli - File 028. Lo scopo dei miracoli - File 029. Colui che trama nell'ombra - File 030. La contraddizione - File 031. Azioni diversive - File 032. Bugie e giochi di prestigio - File 033. Le tracce di Hisago - File 034. Pochi e il fermaglio per capelli - File 035. La scelta di Yakuma - File 036. La città della polvere pirica - File 037. Il passato di Tenka                     |                                      |                             |
| 5  | Utsuho 5 「いつわりびと◆空◆ 5」 - Itsuwaribito Utsuho 5 | 18 maggio 2010 ISBN 978-4091223005   | 13 settembre 2012           |
| 5  | Capitoli - File 038. Avanti! - File 039. L'arma chiamata Sen - File 040. 4 Shaku Dama - File 041. L'identità del bugiardo - File 042. Kokonotsu - File 043. Il villaggio delle bambole - File 044. Crediti e debiti - File 045. Le bambole del signore feudale - File 046. La bambola delle maledizioni - File 047. La principessa addormentata                                                 |                                      |                             |
| 6  | Utsuho 6 「いつわりびと◆空◆ 6」 - Itsuwaribito Utsuho 6 | 18 agosto 2010 ISBN 978-4091225153   | -                           |
| 7  | Utsuho 7 「いつわりびと◆空◆ 7」 - Itsuwaribito Utsuho 7 | 18 novembre 2010 ISBN 978-4091226709 | -                           |
| 8  | Utsuho 8 「いつわりびと◆空◆ 8」 - Itsuwaribito Utsuho 8 | 18 febbraio 2011 ISBN 978-4091227850 | -                           |
| 9  | Utsuho 9 「いつわりびと◆空◆ 9」 - Itsuwaribito Utsuho 9 | 18 maggio 2011 ISBN 978-4091228871   | -                           |
| 10 | Utsuho 10 「いつわりびと◆空◆ 10」 - Itsuwaribito Utsuho 10 | 18 agosto 2011 ISBN 978-4091232250   | -                           |
| 11 | Utsuho 11 「いつわりびと◆空◆ 11」 - Itsuwaribito Utsuho 11 | 18 ottobre 2011 ISBN 978-4091233608  | -                           |
| 12 | Utsuho 12 「いつわりびと◆空◆ 12」 - Itsuwaribito Utsuho 12 | 17 febbraio 2012 ISBN 978-4091235565 | -                           |
| 13 | Utsuho 13 「いつわりびと◆空◆ 13」 - Itsuwaribito Utsuho 13 | 18 aprile 2012 ISBN 978-4091236449   | -                           |
| 14 | Utsuho 14 「いつわりびと◆空◆ 14」 - Itsuwaribito Utsuho 14 | 18 giugno 2012 ISBN 978-4091237040   | -                           |
| 15 | Utsuho 15 「いつわりびと◆空◆ 15」 - Itsuwaribito Utsuho 15 | 17 agosto 2012 ISBN 978-4091238009   | -                           |
| 16 | Utsuho 16 「いつわりびと◆空◆ 16」 - Itsuwaribito Utsuho 16 | 17 agosto 2012 ISBN 978-4091238627   | -                           |
| 17 | Utsuho 17 「いつわりびと◆空◆ 17」 - Itsuwaribito Utsuho 17 | 18 ottobre 2012 ISBN 978-4091240033  | -                           |
| 18 | Utsuho 18 「いつわりびと◆空◆ 18」 - Itsuwaribito Utsuho 18 | 18 gennaio 2013 ISBN 978-4091241740  | -                           |
| 19 | Utsuho 19 「いつわりびと◆空◆ 19」 - Itsuwaribito Utsuho 19 | 18 aprile 2013 ISBN 978-4091242877   | -                           |
| 20 | Utsuho 20 「いつわりびと◆空◆ 20」 - Itsuwaribito Utsuho 20 | 18 giugno 2013 ISBN 978-4091243256   | -                           |
| 21 | Utsuho 21 「いつわりびと◆空◆ 21」 - Itsuwaribito Utsuho 21 | 16 agosto 2013 ISBN 978-4091243584   | -                           |
| 22 | Utsuho 22 「いつわりびと◆空◆ 22」 - Itsuwaribito Utsuho 22 | 18 ottobre 2013 ISBN 978-4091244543  | -                           |
| 23 | Utsuho 23 「いつわりびと◆空◆ 23」 - Itsuwaribito Utsuho 23 | 18 novembre 2013 ISBN 978-4091245045 | -                           |